# Regni dei Grandi Laghi
L'espressione regni dei Grandi Laghi si riferisce alla pletora di piccoli regni in cui era suddivisa la zona dei Grandi Laghi, in Africa orientale prima della colonizzazione europea, e in particolare nel XVIII e XIX secolo. Gli europei, che già dal XV secolo erano giunti sulle coste dell'Africa orientale, non entrarono in contatto con questi regni prima del XIX secolo, quando ebbero inizio le missioni esplorative nell'entroterra che resero celebri esploratori come Burton, Speke e Livingstone.
Fra questi regni esistevano complesse relazioni di subordinazione e vassallaggio; per esempio, regni come Kagwera e Buzinza erano vassalli del Buganda, che a sua volta era subordinato al regno di Bunyoro. Alcuni di questi regni storici sono tutt'oggi rappresentati come divisioni amministrative delle nazioni dell'Africa orientale; il Buganda, per esempio, è tutt'oggi riconosciuto come regno nel sistema politico federale dell'Uganda.

## Elenco dei regni dei Grandi Laghi
- Babembe
- Bahunde
- Banande
- Bufuriru
- Bugabo
- Buganda (nell'odierno Uganda)
- Buha
- Buhavu
- Buhweju
- Bujiji
- Bukerebe
- Bunyoro (nell'odierno Uganda)
- Burundi (odierno Burundi)
- Bushi
- Bushingo
- Bushubi
- Busoga
- Buvinza
- Buyungu
- Buzinza (nell'odierna Tanzania)
- Gisaka
- Heru
- Igara
- Ihangiro
- Karagwe (nell'odierna Tanzania)
- Kimwani
- Kitara
- Kiziba
- Kyamutwara
- Kyania
- Mpororo
- Mubari
- Muhambwe
- Nkore
- Ruanda (odierno Ruanda)
- Ruguru
- Rusubi
- Toro (nell'odierno Uganda)